# Benjamin Lindner
Benjamin Lindner (* 25. Oktober 1694 in Brieg, Fürstentum Brieg; † 24. Dezember 1754 in Saalfeld (Saale)) war ein deutscher lutherischer Geistlicher und Schriftsteller. Er wird dem Pietismus zugeordnet.

## Leben
Lindner, Sohn eines Schneidermeisters, besuchte ab 1709 das Brieger „Gymnasium Illustre“, dort traf er auch Johann Adam Steinmetz, mit dem er weiter verbunden blieb. Im Sommersemester 1715 wurde er an der Universität Leipzig immatrikuliert. Er studierte unter anderem bei Gottfried Olearius, Christian Friedrich Börner und Heinrich Benedict Starke (1672–1727) und entwickelte sich in seiner Studienzeit zu einem begeisterten Vertreter des Halleschen Pietismus. Er studierte bis 1718 und kehrte anschließend in seine Heimat zurück.
Lindner wurde 1724 durch Joachim Friedrich von Seydlitz als Pfarrer von Schönbrunn und Rosen berufen und wurde daraufhin im selben Jahr in Brieg ordiniert. Seine pietistischen Ansichten verhinderten allerdings eine kaiserliche Bestätigung. 1727 folgte er einem Ruf des Grafen Erdmann II. von Promnitz nach Sorau. Dort wirkte er als Vertreter des erkrankten gräflichen Archidiakons. 1728 rückte er, trotz Proteste aus der Bevölkerung wegen seiner pietistischen Ausrichtung, auf die Stelle als gräflicher Archidiakon vor und wurde dort zugleich Konsistorialassessor.
Linder wurde im September 1733 von Herzog Christian Ernst als Sachsen-Coburg-Saalfeldscher Superintendent, Pastor primarius und Hofprediger nach Saalfeld berufen. Hier konnte er bis zum Tod des Herzogs 1745 im Sinne des Pietismus wirken. Unter dessen Amtsnachfolger und Bruder Franz Josias von Sachsen-Coburg-Saalfeld war ihm dies nicht mehr möglich. Versuche Saalfeld für andere Anstellungen zu verlassen, gelangen nicht. Auch der Versuch durch Steinmetz ihn nach Kloster Berge zu holen, misslang. 
Lindner starb nach längerer Krankheit am Heiligen Abend 1754 auf der Kanzel.

## Werke (Auswahl)
- Das Bild rechtschaffener Evangel. Prediger, Die als Engel Gottes ausgesandt sind zum Dienst, um derer Willen, die ererben sollen die Seligkeit, Böhmer, Saalfeld 1733.
- Das Nutzbarste aus den erbaulichen Schriften des seel. Dr. M. Luthers in umständlichen Auszügen, 9 Bände, Böhmer, Saalfeld 1738–1742.
- Das Merckwürdige Leben Des Um die Kirche Christi hochverdienten und theuren Rüstzeugs Gottes Herrn D. Martini Lutheri, Böhmer, Saalfeld 1743.
- Kraft- und Saft-voller Kern derer evangelischen Wahrheiten aus der Kirchen- und denen beyden Haus-Postillen des seligen Hernn D. Martini Lutheri sorgfältig heraus gesuchet, Mit nöthigen und nützlichen Registern versehen, 3 Bände, Teubner, Leipzig und Saalfeld 1754.
- (Hrsg.) Christian Friedrich Junius: Compendium Seckendorfianum oder Kurzgefasste Reformationsgeschichte, 4 Teile in 2 Bände, Waisenhaus, Halle 1755.